# Mike Torres
Michael Torres Cuevas, detto Mike (Barcellona, 21 novembre 1994), è un cestista spagnolo con cittadinanza dominicana.